# Beckerina costaricana
Beckerina costaricana är en tvåvingeart som beskrevs av Borgmeier 1932. Beckerina costaricana ingår i släktet Beckerina och familjen puckelflugor.
Artens utbredningsområde är Costa Rica. Inga underarter finns listade i Catalogue of Life.